# Claire Aho
Claire Aho, folkbokförd Claire Anita Brofeldt, född 2 november 1925 i Helsingfors, död 29 november 2015 i Gustav Vasa församling i Stockholm, var en finländsk fotograf.

## Biografi
Claire Aho var dotter till dokumentärfilmaren Heikki Aho och dansaren Dinah Selkina samt barnbarn till författaren Juhani Aho och målaren Venny Soldan-Brofeldt. Hon lärde sig fotografyrket av sin far och dennes halvbror Björn Soldan, vilka drev fotofirman Aho & Soldan i Helsingfors. Hon inledde sin karriär som fotograf som 15-åring 1941, då hon publicerade sitt första foto i Suomen kuvalehti. Hon arbetade för Aho & Soldan från 1948 tills firman lades ned 1961.
Claire Aho var en av pionjärerna inom färgfotografering, filmande och TV. Hon var bland annat enda kvinna att fotografera OS i Helsingfors 1952. Hon blev också uppmärksammad för sina modefotografier.
Tillsammans med sin far gjorde hon 1950 dokumentärfilmen Laulu meren kaupungista till Helsingfors 400-årsdag.
Claire Aho flyttade till Stockholm 1974. Hon omkom 90 år gammal i en eldsvåda i Stockholm. Hon hade sonen Jussi Brofeldt (född 1960).
| ”                                                             | Jag gjorde ju ingenting speciellt. Jag tog bara bilder och det var roligt | „ |
| – Claire Aho i en intervju i Helsingin Sanomat i oktober 2015 |                                                                           |   |

## Utmärkelser
- Riddartecknet av Finlands Vita Ros’ orden,  2005[3]

[Redigera Wikidata]